# تالار هنر (تهران)
تالار هنر یکی از تالارهای تئاتر در تهران است که در دههٔ ۱۳۴۰ و برای اجرای باله ساخته شد، اما به تئاتر سنتی و سیاه بازی اختصاص پیدا کرد. در ۱۰ سال اخیر تالار هنر به کانون نمایش عروسکی، تئاتر کودک و نوجوان و جشنواره‌های عروسکی و کودک اختصاص پیدا کرده‌است.

## شرح
تالار هنر برای ۳۵۰ نفر گنجایش دارد و دارای صحنه‌ای ثابت است.